# Nissans dämningsområde, Småland
Nissans dämningsområde är en sjö i Hylte kommun i Småland och ingår i Nissans huvudavrinningsområde. Sjön har en area på 0,144 kvadratkilometer och ligger 130,7 meter över havet. Sjön avvattnas av vattendraget Nissan.

## Delavrinningsområde
Nissans dämningsområde ingår i det delavrinningsområde (632212-134622) som SMHI kallar för Utloppet av Nissan (Dämn.Omr). Medelhöjden är 153 meter över havet och ytan är 2,74 kvadratkilometer. Räknas de 129 avrinningsområdena uppströms in blir den ackumulerade arean 1 648,11 kvadratkilometer. Avrinningsområdets utflöde Nissan mynnar i havet. Avrinningsområdet består mestadels av skog (93 procent). Avrinningsområdet har 0,13 kvadratkilometer vattenytor vilket ger det en sjöprocent på 4,8 procent.